# S14
S14とは、銀河系の中心部に存在するいて座A*にある超大質量ブラックホールの周辺を公転する恒星である。

## 概要
S14は、地球から25900光年離れた銀河系の中心部、いて座A*付近に存在するB型主系列星である。S14は、付近にあるS2などのほかの5つの恒星と共に1992年に発見され、その運動量が調べられた。その結果、2004年7月には秒速300 ± 100km、8月には226 ± 110kmという極めて速い速度で運動していることが分かった。また、その運動は、いて座A*を中心として公転する周回軌道に乗っていると推定された。いて座A*は太陽の数百万倍の質量を持つ超大質量ブラックホールであると推定されているが、恒星の公転周期と軌道長半径が分かれば、ブラックホールの質量が計算により推測できる。複数の恒星の運動から推測された最新の推定では、いて座A*にあるブラックホールの質量は、太陽質量の431万倍である。また、電波の放出源は狭い事から、狭い領域に質量が詰まっているいて座A*の正体はブラックホール以外考えにくい事がわかっている。

## 軌道要素
S14は、38.0 ± 5.7年かけていて座A*の周辺を公転していると考えられている。直近では2000年2月26日前後に近点を通過したと考えられており、次は2032年から2044年に近点に戻ってくるのではないかと考えられている。
S14は、いて座A*から1840AU(2750億km)の軌道長半径を有するが、離心率が0.9389と極めて極端な値を持つ。これは周辺で発見されているどの恒星よりも高い値である。そのため、近点では110AU(165億km)と、冥王星軌道の2.75倍しか離れていない距離まで接近する。これはいて座A*の周回軌道に存在する恒星では一番近い距離であり、いて座A*のシュヴァルツシルト半径の1290倍しか離れていない。この距離において、S14はいて座A*から2.2m/s2と、地球の約22％の重力を受けると考えられる。
また、S14の平均軌道速度は秒速1440kmと極めて高速度であるが、近点における移動速度は秒速8230kmにもなると推定される。これは光速の約2.7%にもなる。この速度は、あくまでどの天体の重力にも捕らわれていない自由運動をする天体であるが、SDSS J090745.0+024507の秒速670kmやRX J0822-4300の秒速1500kmよりもずっと早い。ちなみに遠点は3570AU(5340億km)であるが、ずっと遅くなる遠点でも軌道速度は秒速250kmと、地球の平均軌道速度の約8.3倍もある。
S14上に立つ観測者は、運動に由来する効果だけで、平均軌道速度では8万7000分の1、近点での速度では2700分の1もの時間の遅れが発生する。S14が38年かけていて座A*の周りを一周すると、S14上にある時計は3.8時間も遅れていることになる。
S14の軌道は、1420万年周期で歳差運動をしていると考えられている。

## その他
S14は、スペクトル分類がB4からB9型のB型主系列星にある恒星である。B型の恒星は太陽の2倍から16倍の重い質量を持つ。ただし、S14はブラックホールの近くという極端な環境に存在するにも拘らず、その性質はブラックホールから遠く離れた銀河ディスクに存在する普通のB型の恒星と大差ない性質を持つと考えられている。このため、S14はもう少しブラックホールから遠い場所で誕生し、何らかの原因でブラックホールの極端に近くを公転する軌道を持つようになったとも考えられる。これは、S14がこの軌道にいるのは短命であり、S14が主系列星にあるという事を考えると妥当であると考えられる。しかし、S14やその他の恒星の軌道は、それより遠くを周回する大質量星の星団の動きとは全く似ておらず、そこから来たとは考えにくい。このため、この星団よりも更に遠くから、複数の恒星の重力の関係でたまたま銀河中心部へと飛んできたとも考えられるが、このような現象が起こる確率は非常に低く、複数の恒星が公転している事を考えると極めて可能性は低くなる。このため、S14の現在の軌道の原因を説明する事はまだ困難である。